# Oka (piosenka)
Oka – pieśń wojskowa powstała w lipcu 1943 r. w obozie 1 Dywizji im. Tadeusza Kościuszki w Sielcach nad Oką. Jej melodia została zaczerpnięta przez autora tekstu, Leona Pasternaka, z piosenki Szumią Oleandry z wodewilu Stefana Turskiego Lola z Ludwinowa.
Jako związana z „kościuszkowcami” była w okresie PRL często wykonywana przez zespoły wojskowe, pojawiła się też np. w serialach Czterej pancerni i pies i Stawka większa niż życie. 
Pod tytułem „Szumi dokoła las” Stefan Janik zrealizował w 1968 roku film animowany, który w symbolicznej formie przedstawiał historię wojska polskiego od czasów Piastów do końca II wojny światowej. 
Tekst piosenki:

Oka

Szumi dokoła las,

czy to jawa, czy sen?

Co ci przypomina,

co ci przypomina

widok znajomy ten?

Żółty wiślany piach,

wioski słomiany dach,

płynie, płynie Oka,

jak Wisła szeroka,

jak Wisła głęboka.

Szumi, hej, szumi las,

gdzieżeś rzuciła nas?

Dolo, dolo nasza,

hej, dolo tułacza,

gdzieżeś rzuciła nas?

Był już niejeden las,

wiele przeszliśmy rzek,

ale najpiękniejszy,

ale najpiękniejszy

jest naszej Wisły brzeg.

Skrwawiony Wisły brzeg…

jak to męczy, boli,

żal nam serce ścisnął,

Wisło, nasza Wisło

w niemieckiej niewoli.

Piękny jest Wisły brzeg,

piękny jest Oki brzeg,

jak szarża ułańska,

od Wisły, do Gdańska

pójdziemy, dojdziemy.